# Rassumaki
Rassumaki (ros. Рассумаки) – wieś (ros. деревня, trb. dieriewnia) w zachodniej Rosji, w osiedlu wiejskim Zaborjewskoje rejonu diemidowskiego w obwodzie smoleńskim.

## Geografia
Miejscowość położona jest nad rzeką Połowja, przy drodze regionalnej 66N-0504 (Prżewalskoje – Chołm – 66K-11), 0,8 km od centrum administracyjnego osiedla wiejskiego (Zaborje), 15,5 km od centrum administracyjnego rejonu (Diemidow), 74 km od stolicy obwodu (Smoleńsk), 41,5 km od granicy z Białorusią.
W granicach miejscowości znajduje się ulica Riecznaja (9 posesji).

## Demografia
W 2010 r. miejscowość zamieszkiwało 13 osób.

## Historia
W czasie II wojny światowej od lipca 1941 roku wieś była okupowana przez hitlerowców. Wyzwolenie nastąpiło we wrześniu 1943 roku.